# マネーメリーゴーランド
『マネーメリーゴーランド』は、2002年4月12日に発売されたキエるマキュウの2ndアルバム。『TRICK ART』以来約1年半振りとなる作品。

## 収録曲
1. NEXT WORLD
2. ガラスの森
シングル曲（アナログ盤のみ）。PVが存在する。
3. MOZU
シングル曲。
4. ICE CUBE
シングル曲。PVが存在する。
5. CHECK
6. 破戒僧
7. STAY REAL
8. スマイル
9. MAIL MAN
10. マネーメリーゴーランド
11. 大江戸捜査網
客演でKOHEI JAPANが参加している。
12. CANDY GIRL
13. KIERUMAKYU KIERUMAKYU KIERUMAKYU etc...pt.2.
14. ファーブルチョコレート
15. DO THE HANDSOME
客演でKASHI DA HANDSOMEが参加している。